# Midões (Barcelos)
Midões é uma povoação portuguesa do Município de Barcelos que foi sede da extinta Freguesia de Midões, freguesia que tinha 2,54 km² de área e 462 habitantes (2011), e, por isso, uma densidade populacional de 181,9 hab/km².
A Freguesia de Midões foi extinta em 2013, no âmbito de uma reforma administrativa nacional, tendo sido agregada à freguesia de Gamil, para formar uma nova freguesia denominada União das Freguesias de Gamil e Midões com sede em Gamil.

## População
| População da freguesia de Midões (1864 – 2011) | População da freguesia de Midões (1864 – 2011) | População da freguesia de Midões (1864 – 2011) | População da freguesia de Midões (1864 – 2011) | População da freguesia de Midões (1864 – 2011) | População da freguesia de Midões (1864 – 2011) | População da freguesia de Midões (1864 – 2011) | População da freguesia de Midões (1864 – 2011) | População da freguesia de Midões (1864 – 2011) | População da freguesia de Midões (1864 – 2011) | População da freguesia de Midões (1864 – 2011) | População da freguesia de Midões (1864 – 2011) | População da freguesia de Midões (1864 – 2011) | População da freguesia de Midões (1864 – 2011) | População da freguesia de Midões (1864 – 2011) |
| ---------------------------------------------- | ---------------------------------------------- | ---------------------------------------------- | ---------------------------------------------- | ---------------------------------------------- | ---------------------------------------------- | ---------------------------------------------- | ---------------------------------------------- | ---------------------------------------------- | ---------------------------------------------- | ---------------------------------------------- | ---------------------------------------------- | ---------------------------------------------- | ---------------------------------------------- | ---------------------------------------------- |
| 1864                                           | 1878                                           | 1890                                           | 1900                                           | 1911                                           | 1920                                           | 1930                                           | 1940                                           | 1950                                           | 1960                                           | 1970                                           | 1981                                           | 1991                                           | 2001                                           | 2011                                           |
| 338                                            | 242                                            | 246                                            | 282                                            | 298                                            | 295                                            | 365                                            | 494                                            | 420                                            | 438                                            | 453                                            | 498                                            | 490                                            | 457                                            | 462                                            |

## Monumentos
Dos monumentos mais importantes da localidades, destacam-se a igreja de estilo românico considerada monumento nacional, a estação dos comboios ( já desactivada pela Refer ), a mais antiga do concelho de Barcelos,[carece de fontes?] porque era um terminal antes de ser construída a ponte sobre o Cávado.

## Áreas de lazer
Campo de futebol onde são disputados torneios de futebol feminino e masculino.

## Património
- Capela do Senhor dos Passos
- Centro de desporto
- Cemitério
- Escola primária
- Estação de caminho de ferro
- Quinta de Fontêlo
- Quinta de Chapre
- Quinta de Reborido
- Quinta da Costa

## Galeria

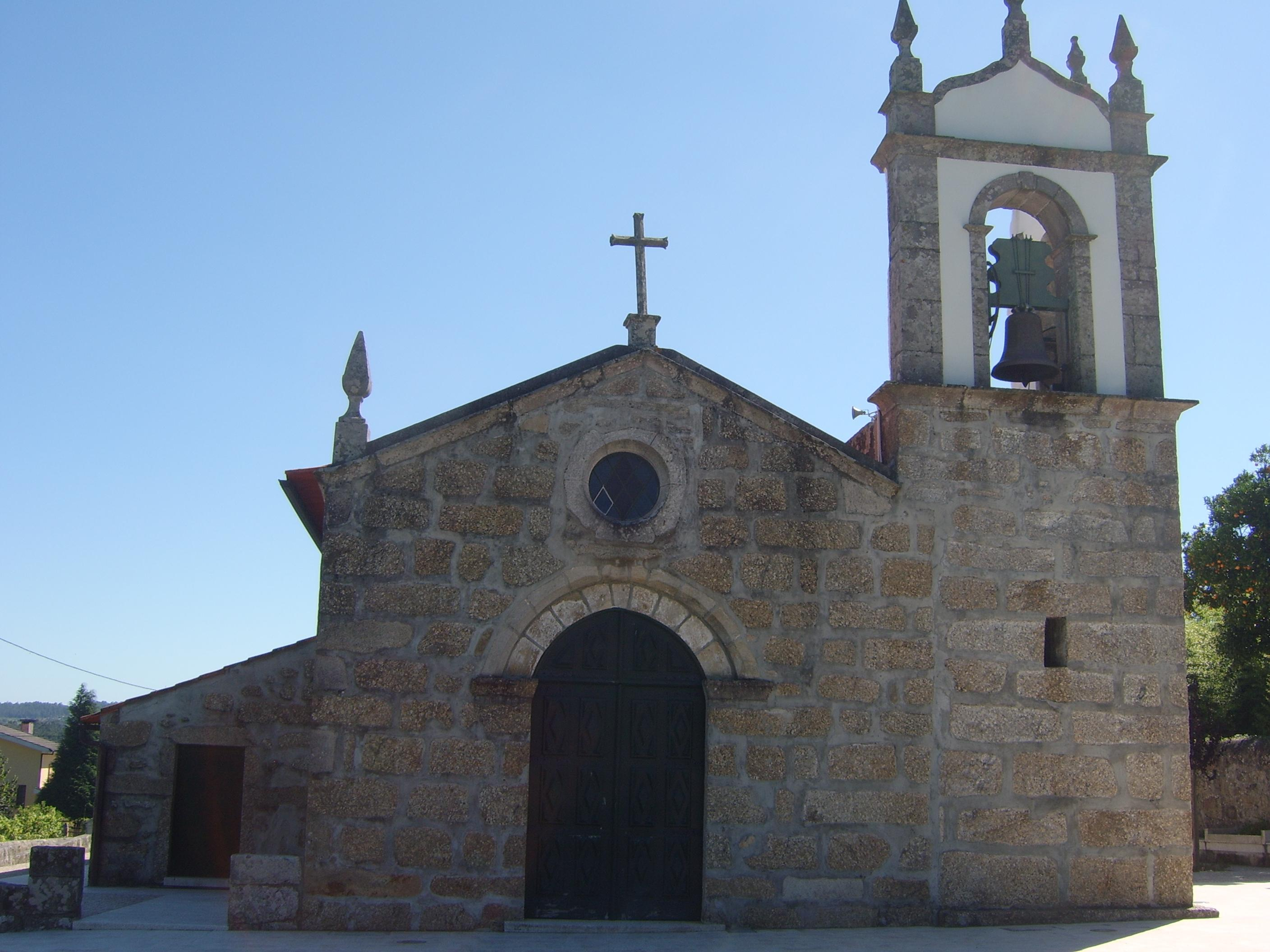
Igreja paroquial
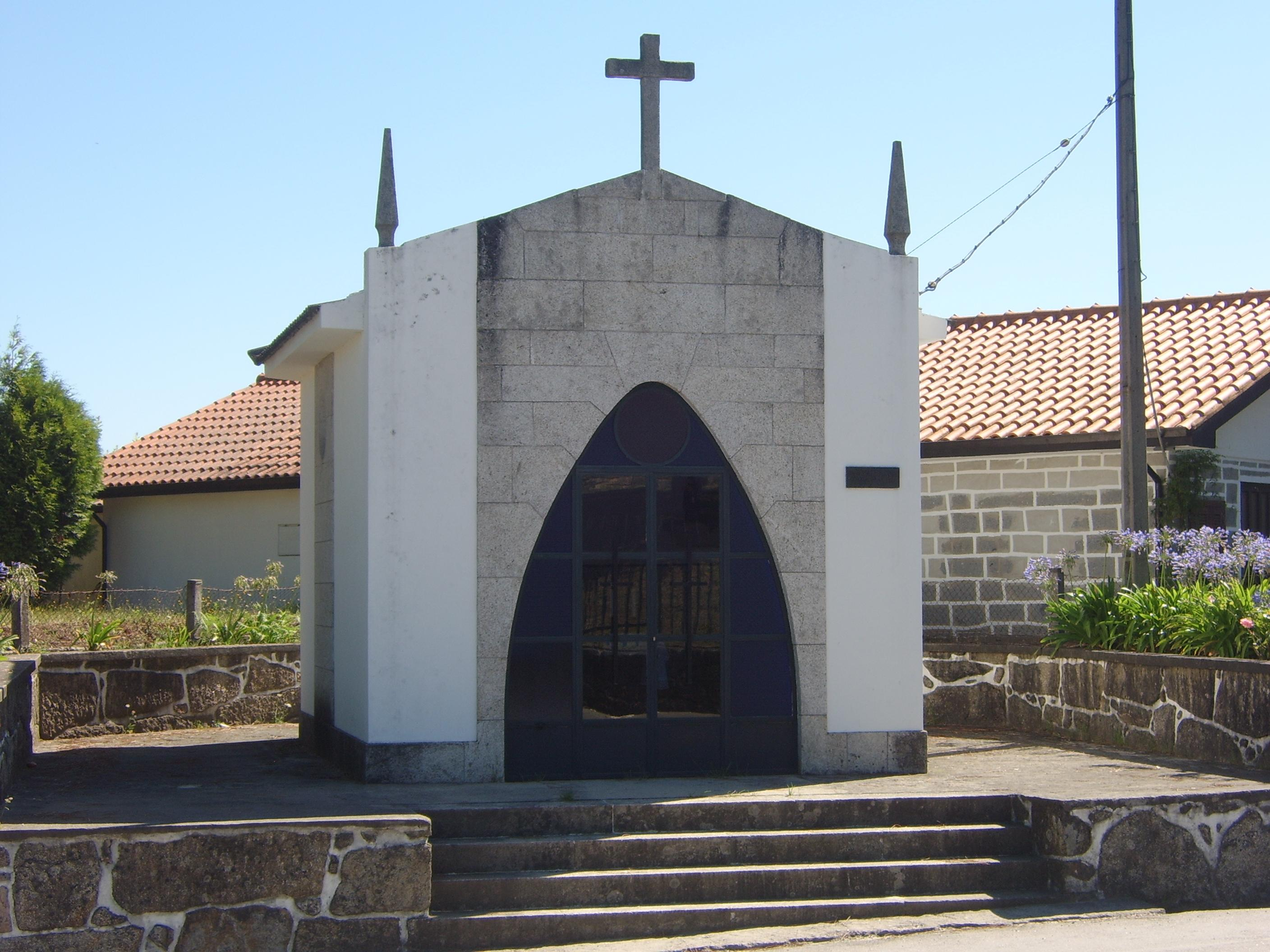
Capela do Senhor dos Passos
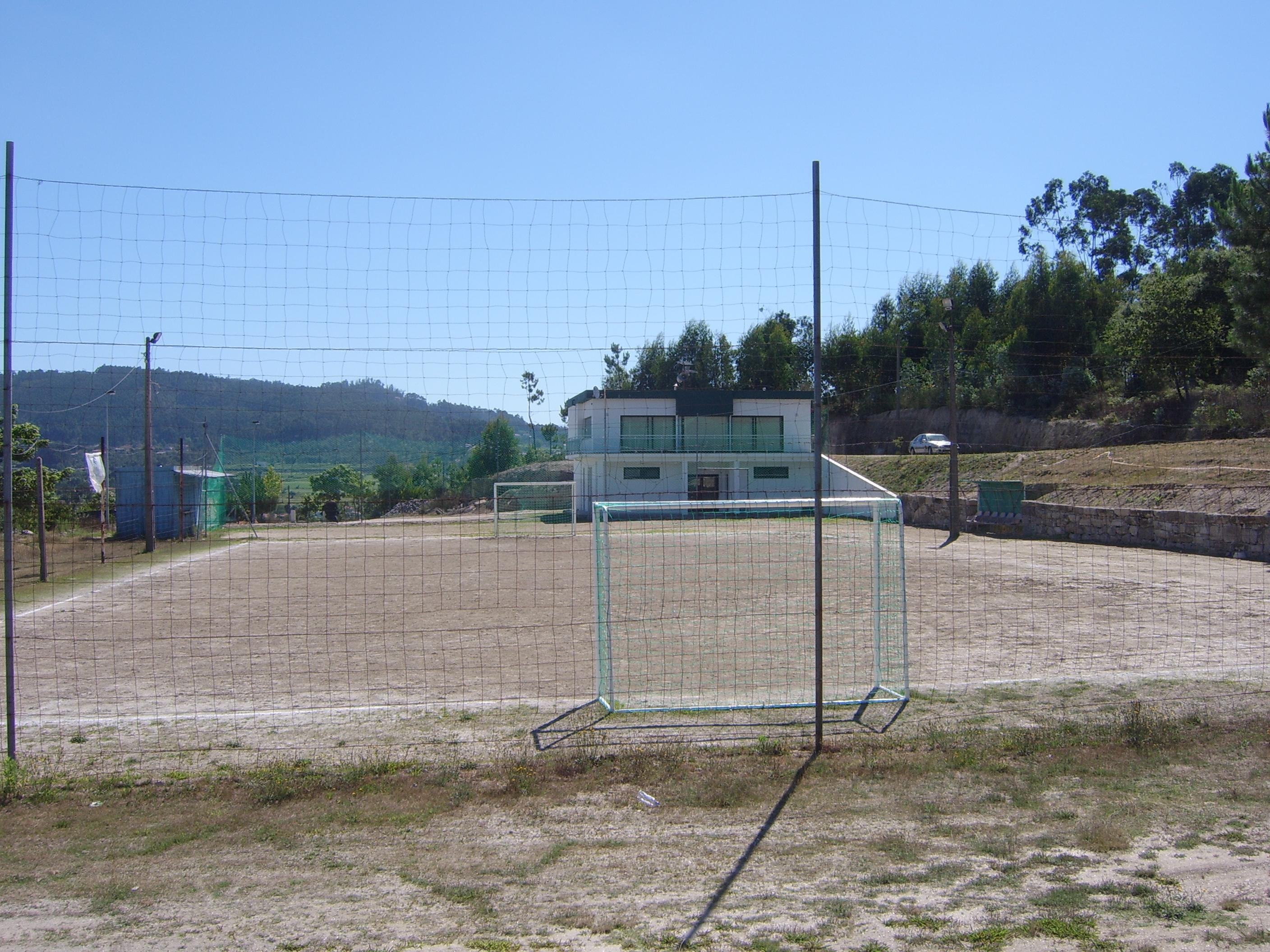
Centro de desporto
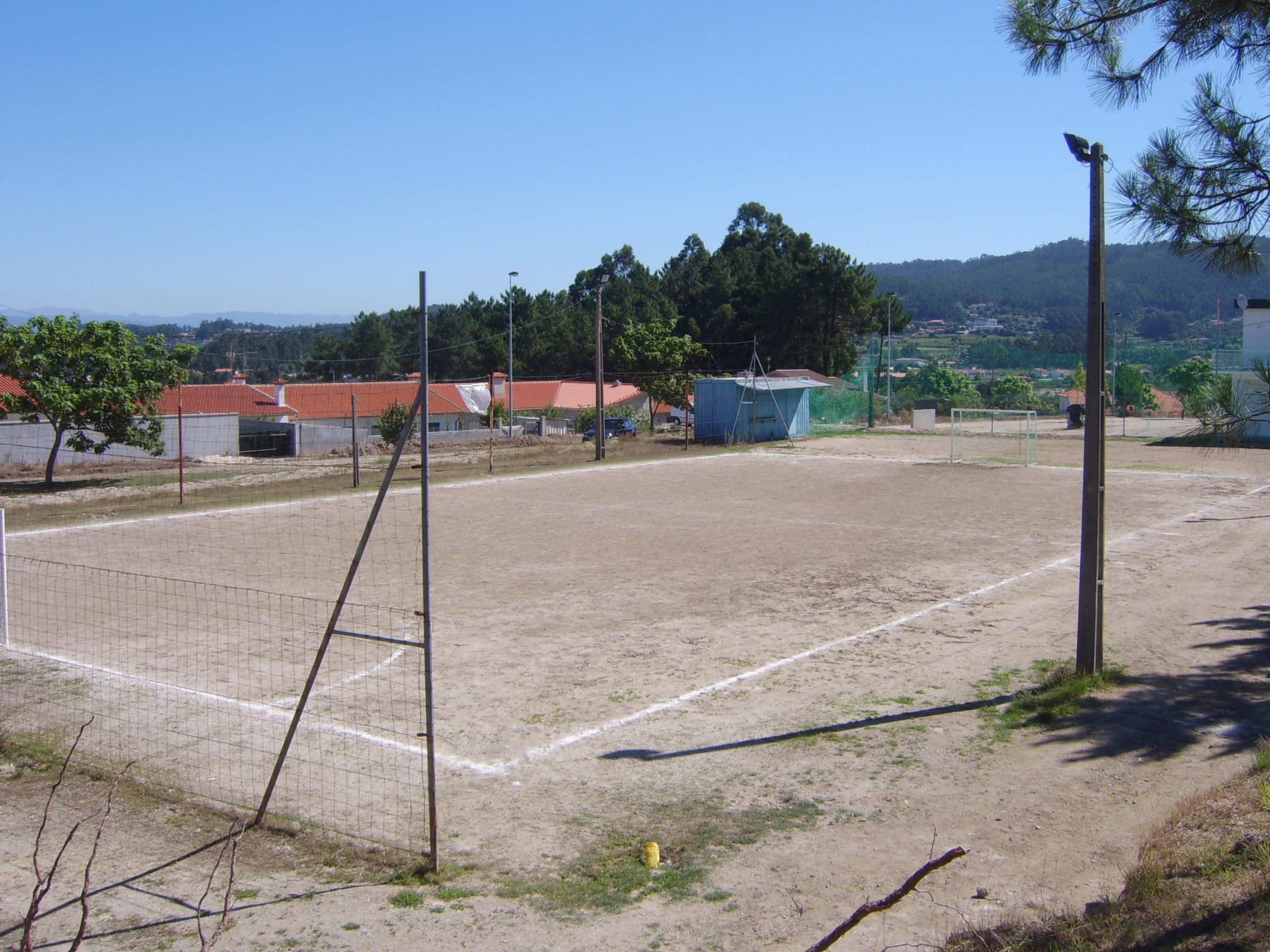
Centro de desporto
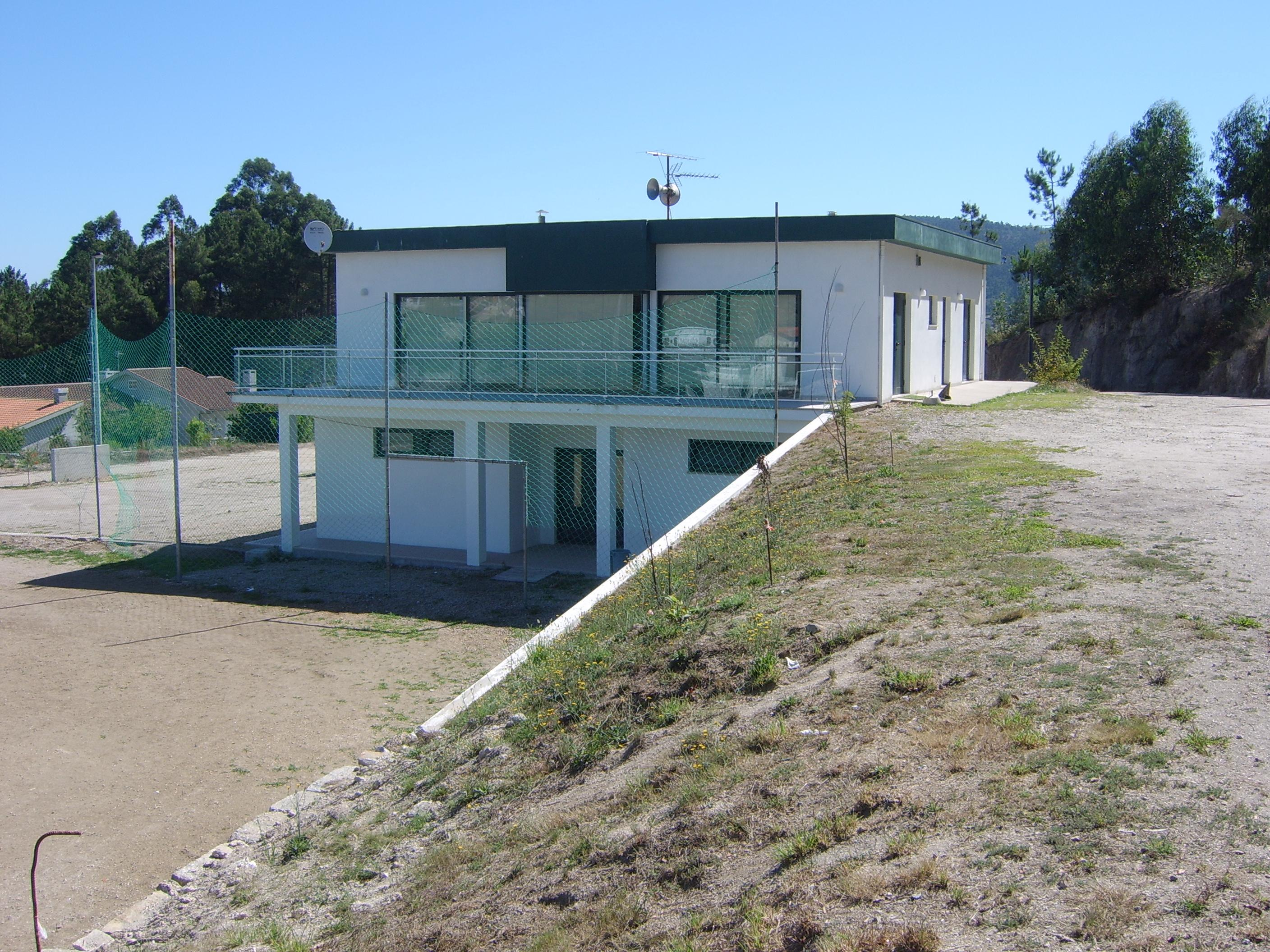
Centro de desporto
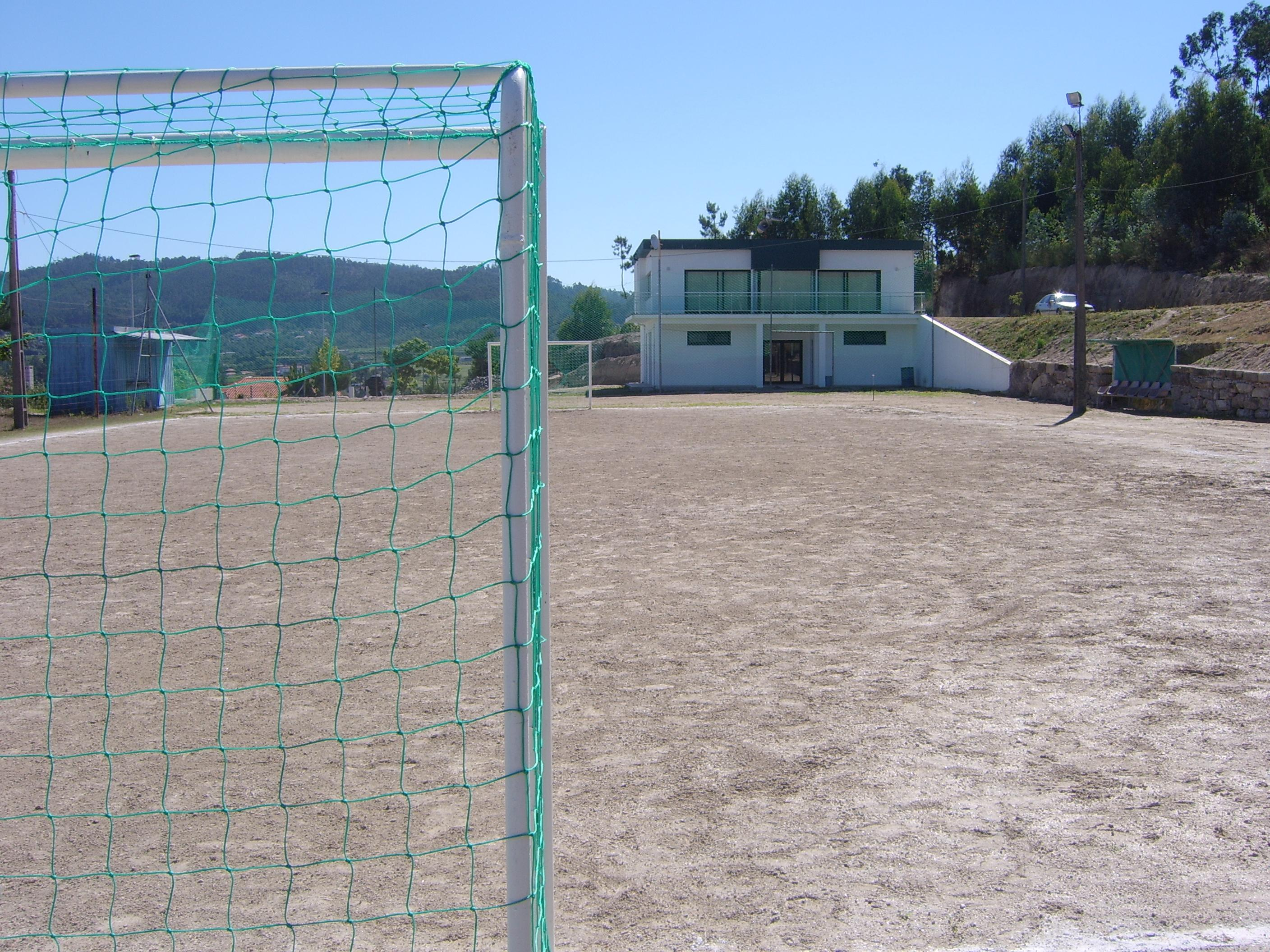
Centro de desporto